# Биумарис (замък)
Замък Бомарис (на английски: Beaumaris Castle), разположен в град Биумарис, остров Ангълси, графство Гуинед, Северозападен Уелс, е замък, построен като част от кампанията на крал Едуард I Дългокраки за завладяване на Северен Уелс.
Чертежите са на Джеймс от Сейнт Джордж, а строежът по самия замък започва през 1295 г., но не приключва успешно.
Замък Бомарис се намира срещу Гарт Селин - дома на уелската принцеса, намиращ се на другия бряг. Замъкът е проектиран така, че заедно със замък Конуи и замък Карнарвън да засенчват уелския благороднически дом и център на съпротивата срещу английската власт.

## Външни препракти
- ((en)) Уеб-сайт на замъка
- ((en)) Официална страница в Cadw
- ((en)) Замък Биумарис, ЮНЕСКО
- ((en)) История и снимки на замъка
- ((en)) Снимки на замъка